# 布蘭登堡-普魯士
勃蘭登堡-普魯士（德語：Brandenburg-Preußen）是指1618年至1701年間，勃蘭登堡侯國與普魯士公國透過政治联姻所組成的共主邦聯。

## 背景
勃蘭登堡與普魯士的領主都是來自霍亨索倫家族。1594年，普鲁士公爵阿尔布雷希特·腓特烈將其女安娜許配予勃兰登堡侯国选帝侯约翰·西吉斯蒙德，後者通过此聯姻獲得普魯士爵位繼承權，並終於岳父阿爾布雷希特·腓特烈1608年絕男嗣逝世後繼承爵位，自此與普魯士組成共主邦聯並稱勃蘭登堡－普魯士。該次聯姻更使勃蘭登堡在1614年簽訂了桑騰條約中，獲得了吞併三個萊茵河域的附屬國（馬克伯國、拉文斯贝格伯國與克莱沃公國）的准許；兼併後的普魯士從此由一個卑微的附庸小公國晉身成德意志及波羅的海地區的中等強國，走向日後的崛起之路。三十年戰爭將德意志地區毀壞殆盡，選帝侯三度變更，軍隊恣意蹂躪，到處燒殺搶掠。及至戰爭完結，德意志人口驟減一半，柏林等城市一片穨垣敗瓦，歷時很久才得以復興。
三十年戰爭以1648年簽訂的《西發里亞和約》作結，普魯士獲得了明登和哈爾伯施塔特，還有遠波美拉尼亞（1653年吞併之）與馬德堡公国（1680年吞併之）的繼承權。而在1657年簽訂的《布隆堡條約》則使普魯士公國脫離波蘭的藩屬地位，並獲得了勞恩堡和比余托夫地區及德拉海姆地區，更將波美拉尼亞的版圖擴展到奥得河。
勃蘭登堡-普魯士被視為普魯士王國的前身。在普魯士升格為王國後直接稱為普魯士。